# دمیترو کازابوتسکیی
دمیترو کازابوتسکیی (اوکراینی: Дмитро Михайлович Касабуцький؛ زادهٔ ۱۹ ژوئیهٔ ۲۰۰۰) بازیکن فوتبال اهل اوکراین است.